# Безсмъртие
Безсмъртието е вечен живот. Според повечето световни религии душата е безсмъртна, само тялото е тленно. В даоизма някои от светците са наречени безсмъртни. В културата и историята се приема, че някоя личност е обезсмъртена заради това, което е оставила като следа или наследство на хората, ако нейният принос е наистина голям. От биологическа гледна точка безсмъртието се свързва с неуязвимостта на тялото за болестите и старостта.
Понятието безсмъртие обхваща:
- безсмъртие на душата;
- безсмъртие на физическото тяло;
- безсмъртие в преносен смисъл — да останеш завинаги в паметта на хората.

## История
Идеята за безсмъртието се среща при голяма част от древните народи. Гърците и евреите използват термина в смисъл на призрачно съществуване в царството на сенките (Хадес — при елините, шеол — в юдаизма). В Индия и Древен Египет преобладава учението за прераждането на душите.

Според думите на Херодот: „Египтяните първи споменават безсмъртието на човешката душа. Когато тялото умира, душата се преражда в друго същество, раждащо се в този миг.“

На по-късен етап в юдаизма безсмъртието се свързва с учението за възкресението на мъртвите и задгробния живот; в такъв вид то се среща в християнството и исляма.
- В някои философски системи се разглежда безтелесно съществуване на душата (езотерически имортализъм).
- Материализмът отхвърля съществуването на душа.
- Като систематично учение понятието за безсмъртието е обосновано и развито от Платон.

## Учение за безсмъртието на душата
В християнството и исляма душата се смята за безсмъртна.

## Еликсир на безсмъртието
Еликсирът на безсмъртието е легендарно вещество, имащо свойството да подмладява организма и да удължава живота до безкрайност. Еликсирът се споменава в преданията на много народи като „храна на боговете“ (амброзия, амрита, хаома).
Алхимията от появата си се опитва да открие еликсира на безсмъртието. Според нея златото, което е благороден метал, съдържа субстанция, правеща го вечно.

### Еликсирът и историята
- Личният лекар на папа Бонифаций VIII предлага да се смесят в разтопено състояние злато, скъпоценности, сапфири, изумруди, рубини, топази, бели и червени корали, слонова кост, сандалово дърво, сърце на елен, корен от алое, мускус и амбра; смятало се, че тази смес е еликсирът на безсмъртието.

- Известен е случай с китайския император Сюан-Дзун. Придворният алхимик приготвял в течение на една година еликсир на безсмъртието. Месец след приемането му императорът умрял.

## Легенди
Индиецът Тапасвиджи живял 186 години (1770 – 1956) според официалните документи. Родил се в Питиал, след 50 години се отдал на аскетизъм в Хималаите. Занимавал се с йога, достигнал съвършенство в управлението на процесите в организма (състояние самадхи). Тапасвижди споменал за среща с друг старец отшелник, който говорел единствено на санскрит (език от Древна Индия) и заявил, че бил на 5000 години, като придобил такова дълголетие благодарение на еликсира на безсмъртието. Старецът дал на Тапасвиджи малко от еликсира. След смъртта на Тапасвиджи бил предприет щателен обиск в дома му.
Известна е легендата за знаменития авантюрист граф Сен-Жермен. Според слуховете Сен-Жермен запазвал младежкия си вид в продължение на няколко века. Разказвал за беседите си с Платон, Сенека и Исус Христос. Споменавани от него подробности карали слушателите да вярват в неговото безсмъртие.
Безсмъртието се среща и като проклятие, например в легендата за Ахасфер.

## Имортализъм — наука за безсмъртието
Съвременната наука обхваща няколко направления към решението за безсмъртие на човешкото тяло:
- стволови клетки;
- криогеника;
- трансплантология;
- смяна на носителя на съзнанието;

и други.